# Album de Korn sans titre
Albums de Korn
MTV Unplugged: Korn
(2007) Korn III: Remember Who You Are
(2010)
Singles
1. Evolution
Sortie : 17 mai 2007
2. Hold On
Sortie : 8 octobre 2007
3. Kiss
Sortie : 7 avril 2008

Le huitième album, sans titre, du groupe Korn est sorti en 2007. Il est parfois appelé Korn II ou simplement Untitled par les fans. Le single Evolution a été présenté par le groupe pendant la tournée mondiale en cours au moment de la sortie.
Evolution fait référence à la sauvagerie humaine et au désarroi qui pèse sur l'humanité.
Deux clips ont été tirés de l'album : Evolution en premier, puis Hold On.

## Liste des chansons
| No  | Titre                  | Durée |
| --- | ---------------------- | ----- |
| 1.  | Intro                  | 1:57  |
| 2.  | Starting Over          | 4:02  |
| 3.  | Bitch We Got a Problem | 3:22  |
| 4.  | Evolution              | 3:37  |
| 5.  | Hold On                | 3:06  |
| 6.  | Kiss                   | 4:10  |
| 7.  | Do What They Say       | 4:17  |
| 8.  | Ever Be                | 4:48  |
| 9.  | Love and Luxury        | 3:00  |
| 10. | Innocent Bystander     | 3:28  |
| 11. | Killing                | 3:36  |
| 12. | Hushabye               | 3:52  |
| 13. | I Will Protect You     | 5:29  |

## Formation
Membres de Korn :
- Jonathan Davis (chant, cornemuse, batterie sur les plages 3 et 9)
- James "Munky" Shaffer (guitare)
- Reginald "Fieldy" Arvizu (basse, chœurs)

Invités sur l'album :
- Terry Bozzio (batterie sur les plages 1,2,6,7,8,11,13,14)
- Brooks Wackerman (batterie sur les plages 4,5,10,12)

## Composition
Le DVD bonus contient une vidéo montrant le groupe en train d'enregistrer l'album et un montage vidéo avec des photos de Korn.
Produit par Atticus Ross, KoRn et The Matrix
L'album sans titre est une suite logique à See You on the Other Side, mélangeant métal et électro. Cet album fut enregistré sans David Silveria, le batteur originel du groupe, étant alors le premier membre originel à quitter la formation initiale.C'est le légendaire Terry Bozzio ainsi que Brooks Wackerman qui ont tenu les baguettes derrière les fûts. Jonathan Davis a également contribué à l'enregistrement de la batterie, ainsi qu'aux percussions.
Le clavieriste Zac Baird, initialement embauché en tant que musicien live, fut ensuite convié en tant que "membre" pour la réalisation de ce huitième opus.
Le second clip tiré de cet album est Hold On. Cette chanson parle de la maladie du sang qu'a connu le frontman durant la tournée européenne 2006. Tournée qui fut écourtée.

## Certifications
| Pays              | Certification |
| ----------------- | ------------- |
| États-Unis (RIAA) | Or            |